# Liste sowjetischer Schriftsteller
Unter sowjetischen Schriftstellern versteht man die in der Zeit ab der Oktoberrevolution 1917 und im Bereich der Sowjetunion aktiven Schriftsteller. Die Sowjetliteratur verstand sich multinational.
Sowjetische Schriftsteller waren:

## A
- Fjodor Abramow (1920–1983)
- Bella Achmadulina (1937–2010)
- Anna Achmatowa (1889–1966)
- Alexander Adamowitsch (1927–1994)
- Georgi Adamowitsch (1892–1972)
- Alexander Afinogenow (1904–1941)
- Wassili Afonin (1939–2021)
- Boris Agapow (1899–1973)
- Sadriddin Ainij (1878–1954)
- Jeremei Aipin (* 1948)
- Tschingis Aitmatow (1928–2008)
- Wassili Aksjonow (1932–2009)
- Samuil Aljoschin (1913–2008)
- Genrich Altschuller (auch „Altshuller“) (1926–1998)
- Andrei Amalrik (1938–1980)
- Jurij Andruchowytsch (* 1960)
- Sergei Antonow (1915–1995)
- Alexei Arbusow (1908–1986)
- Wassilij Aschajew (1915–1968)
- Eduard Assadow (1923–2004)
- Muchtar Äuesow (1897–1961)

## B
- Isaak Babel (1894–1940)
- Konstantin Badigin (1910–1984)
- Grigori Baklanow (1923–2009)
- Natalja Baranskaja (1908–2004)
- Pawel Baschow (1879–1950)
- Alexander Bek (1903–1972)
- Alexander Beljajew (1884–1942)
- Wassili Below (1932–2012)
- Andrei Bely (1880–1934)
- Olga Bergholz (1910–1975)
- Dmitri Bilenkin (1933–1987)
- Andrei Bitow (1937–2018)
- Pjotr Blinow (1913–1942)
- Wladimir Bogomolow (1926–2003)
- Oralchan Bokejew (1943–1993)
- Michail Bulgakow (1891–1940)
- Kir Bulytschow (1934–2003)
- Wassil Bykau (1924–2003)

## C
- Daniil Charms (1905–1942)

## D
- Wolodymyr Drosd (1939–2003)
- Wladimir Dudinzew (1918–1998)

## E
- Ilja Ehrenburg (1891–1967)
- Gevorg Emin (1918–1998)
- Nikolai Erdman (1900–1970)

## F
- Alexander Fadejew (1901–1956)
- Konstantin Fedin (1892–1977)
- Alexander Fitz (* 1948)
- Ruwim Frajerman (1891–1972)

## G
- Arkadi Gaidar (1904–1941)
- Wladimir Giljarowski (1855–1935)
- Gennadi Gor (1907–1981)
- Ilja Gordon (1907–1989)
- Maxim Gorki (1868–1936)
- Schira Gorschman (1906–2001)
- Daniil Granin (1919–2017)
- I. Grekowa (1907–2002)
- Alexander Grin (1880–1932)
- Wassili Grossman (1905–1964)
- Witali Gubarew (1912–1981)
- Dmitri Gulia (1874–1960)

## H
- Sinaida Hippius (Gippius) (1869–1945)

## I
- Ilja Ilf (1897–1937)
- Wera Inber (1890–1972)
- Fasil Iskander (1929–2016)
- Michail Issakowski (1900–1973)
- Georgi Iwanow (1894–1958)
- Juri Iwanow (1928–1994)
- Wjatscheslaw Iwanow (1866–1949)
- Wsewolod Iwanow (1895–1963)
- Rjurik Iwnjow (1891–1981)

## J
- Selimchan Jandarbijew (1952–2004)
- Alexander Jaschin (1913–1968)
- Sultan Jaschurkajew (1942–2018)
- Iwan Jefremow (1908–1972)
- Wenedikt Jerofejew (1938–1990)
- Wassili Jeroschenko (1890–1952)
- Iwan Jewdokimow (1887–1941)
- Nikolai Jewdokimow (1922–2010)

## K
- Vladimirs Kaijaks (1930–2013)
- Isaj Kalaschnikow (1931–1980)
- Wladimir Karpow (1922–2010)
- Juri Kasakow (1927–1982)
- Lew Kassil (1905–1970)
- Iwan Katajew (1902–1937)
- Walentin Katajew (1897–1986)
- Weniamin Kawerin (1902–1989)
- Wera Ketlinskaja (1906–1976)
- Anatoli Kim (* 1939)
- Michail Kolesnikow (1918–2012)
- Nikolai Konjajew (* 1949)
- Wadim Koschewnikow (1909–1984)
- Wladislaw Krapiwin (1938–2020)
- Pjotr Krasnow (1950–2022)
- Juri Krotkow (1917–1982)
- Wladimir Krupin (* 1941)
- Moische Kulbak (1896–1937)
- Anatoli Kusnezow (1929–1979)
- Wolodymyr Kysseljow (1922–1995)

## L
- Uno Laht (1924–2008)
- Abulqossim Lohutij (1887–1957)
- Leonid Leonow (1899–1994)
- Lew Lunz (1901–1924)

## M
- Wladimir Majakowski (1893–1930)
- Wladimir Makanin (1937–2017)
- Anton Makarenko (1888–1939)
- Alexander Malyschkin (1892–1938)
- Ossip Mandelstam (1891–1938)
- Anatoli Marienhof (1897–1962)
- Grant Matewosjan (1935–2002)
- Nowella Matwejewa (1934–2016)
- Ene Mihkelson (1944–2017)

## N
- Wiktor Nekrassow (1911–1987)
- Alexander Newerow (1886–1923)
- Galina Nikolajewa (1911–1963)
- Chamsa Nijasi (1889–1929)
- Äbdischämil Nurpeissow (1924–2022)

## O
- Wladimir Obrutschew (1863–1956)
- Bulat Okudshawa (1924–1997)
- Platon Ojunski (1893–1939)
- Juri Olescha (1899–1960)
- Borys Olijnyk (1935–2017)
- Nikolai Ostrowski (1904–1936)
- Walentin Owetschkin (1904–1968)

## P
- Boris Pankin (* 1931)
- Wera Panowa (1905–1973)
- Leonid Pantelejew (1908–1987)
- Boris Pasternak (1890–1960)
- Konstantin Paustowski (1892–1968)
- Jakow Perelman (1882–1942)
- Arkadi Perwenzew (1911–1981)
- Jewgeni Petrow (1903–1942), eigentl. Jewgeni Katajew
- Kusma Petrow-Wodkin (1878–1939)
- Ljudmila Petruschewskaja (* 1938)
- Boris Pilnjak (1894–1938)
- Andrei Platonow (1899–1951)
- Nikolai Pogodin (1900–1962)
- Boris Polewoi (1908–1981)
- Jewgeni Popow (* 1946)
- Anatoli Pristawkin (1931–2008)

## R
- Lew Rasgon (1908–1999)
- Walentin Rasputin (1937–2015)
- Lore Reimer (* 1947)
- Larissa Reissner (1895–1926)
- Fricis Rokpelnis (1909–1969)
- Panteleimon Romanow (1884–1938)
- Natan Rybak (1913–1978)
- Anatoli Rybakow (1911–1998)
- Juri Rytcheu (1930–2008)

## S
- Pawlo Sahrebelnyj (1924–2009)
- Juri Safronow (1928–2001)
- Jewgeni Samjatin (1884–1937)
- Satimschan Sanbajew (1939–2013)
- Georgi Satalkin (* 1938)
- Marietta Schaginjan (1888–1982)
- Warlam Schalamow (1907–1982)
- Anatoli Schastin (1930–1995)
- Oleg Schdan (* 1938)
- Bagrat Schinkuba (1917–2004)
- Michail Scholochow (1905–1984)
- Wassili Schukschin (1929–1974)
- Jewgeni Schwarz (1896–1958)
- Ilja Selwinski (1899–1968)
- Julian Semjonow (1931–1993)
- Alexander Serafimowitsch (1863–1949)
- Yechiel Shraibman (1913–2005)
- Konstantin Simonow (1915–1979)
- Michail Slonimski (1897–1972)
- Alexander Sobolew (1915–1986)
- Michail Soschtschenko (1894–1958)
- Arkadi und Boris Strugazki (1925–1991/1933–2012)

## T
- Jelisaweta Tarachowskaja (1891–1968)
- Alexander Tarassow-Rodionow (1885–1938)
- Wladimir Tendrjakow (1923–1984)
- Nikolai Tichonow (1896–1979)
- Karim Tinchurin (1887–1947)
- Alexei Tolstoi (1883–1945)
- Sultanmachmut Toraighyrow (1893–1920)
- Juri Trifonow (1925–1981)
- Alexander Tschakowski (1913–1994)
- Samson Tschanba (1886–1937)
- Wera Tschaplina (1908–1994)
- Witali Tschechower (1908–1965)
- Otar Tschiladse (1933–2009)
- Kornei Tschukowski (1882–1969)
- Juri Tynjanow (1894–1943)

## U
- Eduard Uspenski (1937–2018)

## V
- Enn Vetemaa (1936–2017)

## W
- Konstantin Waginow (1899–1934)
- Alexander Wampilow (1937–1972)
- Konstantin Wanschenkin (1925–2012)
- Boris Wassiljew (1924–2013)
- Wikenti Weressajew (1867–1945)
- Anatoli Winogradow (1888–1946)
- Jewgeni Winokurow (1925–1993)
- Wladimir Woinowitsch (1932–2018)
- Alexander Wolkow (1891–1977)
- Alexander Wolodin (1919–2001)
- Maximilian Woloschin (1877–1932)
- Boris Worobjow (1932–2018)
- Soja Woskressenskaja (1907–1992)
- Andrei Wosnessenski (1933–2010)
- Alexander Wwedenski (1904–1941)
- Wladimir Wyssozki (1938–1980)

## Z
- Marina Zwetajewa (1892–1941)